# Wehrführer (Saarland)
Ein Wehrführer bezeichnet im Saarland den Leiter einer Freiwilligen Feuerwehr auf Gemeindeebene. Dies gilt auch für Gemeinden mit mehreren Ortsteilen. Neben dem Wehrführer, der die Feuerwehr der gesamten Gemeinde leitet, gibt es unter Umständen auch noch Löschabschnitts- und Löschbezirksführer. 

## Wahl und Ernennung
Der Wehrführer einer Gemeinde wird gemäß § 8 Abs. 1 Brandschutzorganisationsverordnung für die Dauer von 6 Jahren von den aktiven Feuerwehrangehörigen gewählt. Für die Wahl gelten die Bestimmungen des § 46 KSVG und die Vorschriften des Kommunalwahlgesetzes und der Kommunalwahlordnung. Er soll gemäß § 11 VI SBKG zum Ehrenbeamten ernannt werden.
Bei der Wahl der Löschabschnitts- und Löschbezirksführer sind die gleichen Regelungen zu beachten wie beim Wehrführer: Die Löschabschnitts- und Löschbezirksführer werden ebenso für die Dauer von 6 Jahren gewählt und sollen zu Ehrenbeamten ernannt werden.

## Aufgaben
Zu den Aufgaben des Wehrführers gehört:
- die Beratung des Bürgermeisters in allen feuerwehrtechnischen Angelegenheiten
- in Städten mit einer Berufsfeuerwehr berät er den Bürgermeister in Angelegenheiten der Freiwilligen Feuerwehr
- Verantwortlich für die Leistungsfähigkeit der Freiwilligen Feuerwehr
- Aufsicht über die Ausbildung der Feuerwehrangehörigen
- Überwachung der ordnungsgemäßen Ausrüstung und Instandhaltung der Feuerwehreinrichtungen
- Berufung von Funktionsträgern in der Feuerwehr nach Zustimmung des Bürgermeisters
- Vorschlagsrecht für Beförderungen

## Unterstellung
Er ist Vorgesetzter der Angehörigen der Freiwilligen Feuerwehr. Sofern vorhanden, sind ihm sind des Weiteren die Löschabschnitts- und Löschbezirksführer gemäß § 9 Abs. 1 bzw. § 10 Abs. 1 Brandschutzorganisationsverordnung unterstellt.
Grundsätzlich sind dem Wehrführer alle Mitglieder der Freiwilligen Feuerwehr seiner Gemeinde unterstellt. Er ist aber auch, sofern vorhanden, gleichzeitig Fachvorgesetzter der Löschabschnittsführer und Löschbezirksführer, gemäß § 9 Abs. 1 bzw. § 10 Abs. 1 Brandschutzorganisationsverordnung. Das bedeutet, dass Entscheidungen, die diese Bereiche betreffen, mit ihm abzustimmen sind.
Einem Löschabschnittsführer sind alle Feuerwehrmitglieder seines Löschabschnitts unterstellt und er ist Fachvorgesetzter des Löschbezirksführers, sofern einer vorhanden ist. Einem Löschbezirksführer sind die Feuerwehrmitglieder seines Löschbezirks unterstellt.
In Gemeinden mit einer Berufsfeuerwehr trifft der Leiter der Berufsfeuerwehr für die kommunalen Feuerwehren der Gemeinde nach Maßgabe der Alarm- und Ausrückordnung die erforderlichen Anordnungen. Diese Anordnungen sind aber mit dem Wehrführer der Freiwilligen Feuerwehr abzustimmen.

## Dienstgrad
Zusätzliche Funktionskennzeichen für Löschbezirks-, Löschabschnitts- und Wehrführer:

Diese werden als Ärmelabzeichen auf dem linken Ärmel der Dienstjacke der Dienstuniform (Abstand vom Ärmelrand ca. 90 mm) getragen:

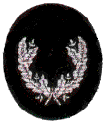
Löschbezirksführer
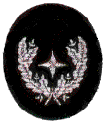
Löschabschnittsführer
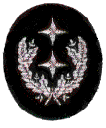
Wehrführer